# Miguel Hidalgo (Demarcación territorial)
Koordinaten: 19° 25′ 50″ N, 99° 12′ 30″ W
Die Demarcación territorial Miguel Hidalgo, benannt nach dem Initiator des mexikanischen Unabhängigkeitskriegs, ist einer von 16 Bezirken (demarcaciones territoriales) der mexikanischen Hauptstadt Mexiko-Stadt.
Miguel Hidalgo befindet sich westlich des Bezirkes Cuauhtémoc, in dem sich das historische Zentrum von Mexiko-Stadt befindet. Der Prachtboulevard Paseo de la Reforma durchquert beide Bezirke und geht beim Bosque de Chapultepec in westlicher Richtung in die Demarcación territorial Miguel Hidalgo über, die mit den colonias Chapultepec, Lomas de Chapultepec und Polanco zu den teuersten Wohnbezirken der mexikanischen Hauptstadt gehört. Im Gegensatz zu diesen Nobelvierteln im Osten des Bezirks gehört andererseits Tacubaya im Westen des Bezirks heute zu den ärmsten Vierteln der mexikanischen Hauptstadt.